# 비사이시
비사이시(일본어: 尾西市)는 아이치현에 있었던 시이다.
도시는 1955년 1월 1일에 성립되었다.
2005년 4월 1일, 비사이시는 하구리군 기소가와정과 함께 이치노미야시에 편입되어 폐지되었다.

## 지리
노오 평야의 북서부에 위치하고 동쪽은 이치노미야 시와 이나자와 시, 소부에 정에, 서쪽은 기소 강을 사이에 두고 기후 현 하시마 시와 접하고 있으며, 현도 이치노미야 오가키 선의 노오 대교로 연결되어 있다.시의 중앙을 명신 고속 도로가 횡단하고, 북부에는 동해 호쿠리쿠 자동차도가 달리고 있다. 도카이 호쿠리쿠도 비사이 나들목은 북행 입구와 남행 출구가 설치되어 있다. 철도는 비사이시의 북쪽과 남쪽 끝을 메이테쓰오니시 선이 지나고 가이메이 역과 다마노 역이 있지만 메이테쓰 버스가 이치노미야 역과 시의 중심부(기, 산조 등)를 연결하는 루트를 운행하고 있어 전철보다 버스가 구오니시 시 교통의 중심적 존재이다.이 밖에 시영의 무료 순회 버스가 3계통 운행되고 있었다.

## 역사
- 1955년 1월 30일 - 나카지마군 아사히촌, 오고정이 신설 합병해 비사이시가 성립하였다.
  - 4월 1일 - 나카지마군 이마이세정의 일부를 편입하였다.
- 2005년 4월 1일 - 이치노미야시에 편입되었다. 동일 비사이시는 폐지되었다.

## 교통

### 철도
- 나고야 철도
  - 비사이선

### 도로
- 메이신 고속도로
- 도카이호쿠리쿠 자동차도